# Friend of a Friend (Lake Malawi-dal)
A Friend of a Friend (magyarul: Egy barát barátja) a Lake Malawi cseh együttes dala, amellyel Csehországot képviselték a 2019-es Eurovíziós Dalfesztiválon, Tel-Avivban.

## Eurovíziós Dalfesztivál
A dal a 2019. január 29-én rendezett cseh nemzeti döntőben, az Eurovision Song CZ-ben nyerte el az indulás jogát, ahol a zsűri és a nézői szavazatok együttese alakította ki a végeredményt.
A dalt az Eurovíziós Dalfesztiválon a május 14-i első elődöntőben adták elő, a fellépési sorrendben hatodikként, a szlovén Zala Kralj & Gašper Šantl Sebi című dala után, és a magyar Pápai Joci Az én apám című dala előtt. Innen 242 ponttal a második helyen jutott tovább a döntőbe.
A május 18-i döntőben a fellépési sorrendben harmadikként adták elő, az albán Jonida Maliqi Ktheju tokës című dala után és a német S!sters együttes Sister című dala előtt. A szavazás során összesen 157 pontot szerzett, négy ország (Grúzia, Magyarország, Norvégia, Szlovénia) zsűrijétől begyűjtve a maximális 12 pontot. Ez a tizenegyedik helyet jelentette a huszonhat fős mezőnyben.
A következő cseh induló Benny Cristo Kemama című dala lett volna a 2020-as Eurovíziós Dalfesztiválon.

## Slágerlistás helyezések
| Slágerlista (2019)                     | Legjobb helyezés |
| -------------------------------------- | ---------------- |
| Csehország (Singles Digitál Top 100)   | 92.              |
| Észtország (Eesti Tipp-40)             | 18.              |
| Svédország (Sverigetopplistan)         | 86.              |
| Egyesült Királyság (UK Download Chart) | 65.              |

## Külső hivatkozások
- Dalszöveg (angol nyelven)
- A dal videóklipje. YouTube-videó, Eurovision Song Contest, 2019. március 7.
- A dal előadása az Eurovíziós Dalfesztivál első elődöntőjében. YouTube-videó, Eurovision Song Contest, 2019. május 14.
- A dal előadása az Eurovíziós Dalfesztivál döntőjében. YouTube-videó, Eurovision Song Contest, 2019. május 18.